# Symfonie nr. 5 (Branco)
Luís de Freitas Branco begon in 1954 aan zijn Symfonie nr. 5 (Sinfonia do Trabalho). Hij zou het werk nooit voltooien.
De symfonieën van deze Portugese componist kwamen niet vlot uit de pen en in de zaal:
- Symfonie nr. 1 : gecomponeerd van 1922-1924 (gewijd aan zoon) (première 27 december 1925)
- Symfonie nr. 2 : 1926-15 december 1927 (première 26 februari 1928)
- Symfonie nr. 3:  1930-24 november 1944 (première 23 januari 1947)
- Symfonie nr. 4: 1944 – 30 november 1952 (première 24 mei 1956).

Toen hij aan zijn vijfde symfonie begon, schreef hij ook aan de eerste acte van zijn opera A Voz da Terra. Hij werd echter op 12 januari 1955 getroffen door een hartinfarct, waaraan hij uiteindelijk op 27 november overleed, zowel de symfonie als de opera onvoltooid achterlatend.